# 米利亚拉普埃战役
米利亚拉普埃战役发生于1557年11月30日。这场战役本来是马普切人战争领袖考波利坎意图伏击加西亚·乌尔塔多·德·门多萨的西班牙军队的一场战役，结果伏击失败，反而是西班牙人获胜。

## 历史
在西班牙军队于拉古尼利亚斯战役获胜之后，门多萨去了充满敌意的阿劳科地带，以求一场决定性的战役。西班牙皇家军队于11月29日在米利亚拉普埃扎营。考波利坎的马普切军队试图在11月30日黎明伏击，打算给敌人营地一场突袭。这一天对于西班牙人是圣安得烈的庆祝日，西班牙的号手在早晨吹奏了欢快的起床号，然而马普切人却将号声当作了警报。考波利坎相信他们的伏击被察觉了，于是命令他的军队前去攻击。带领一些马普切战士打头阵的是加尔瓦里诺。他虽然没有双手，但在手臂上绑上了匕首。他激励了他的战友们。这场战役既残酷又狂热，从黎明持续到了刚进入下午之时。最后马普切人被击败，3000人死亡，800人被俘。被俘虏的首领们都被吊死了，而加尔瓦里诺是再次被俘虏（上次是在拉古尼利亚斯战役，同样是被门多萨俘虏，并被斩断雙手），因此为了报复，门多萨命令了把他扔去喂狗。这次胜利之后，西班牙人向图卡佩尔进军，并在卡涅特建造了卡涅特堡垒。这座堡垒离巴尔迪维亚以前的图卡佩尔堡垒的所在地不是很远。

## 额外信息